# パシフィックビーチ

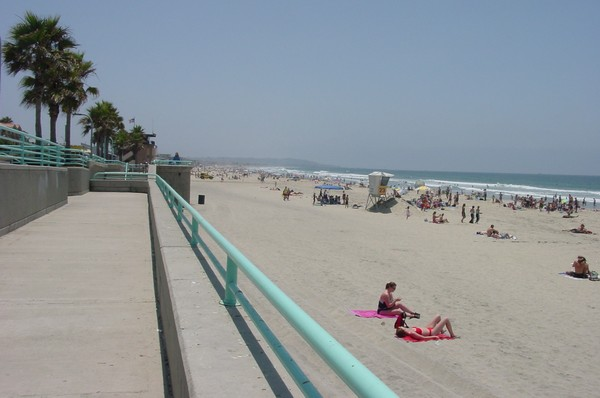
クリスタル・ピアから南方向の眺め

パシフィックビーチ（Pacific Beach）は、アメリカ合衆国カリフォルニア州のサンディエゴ市内にある地区。北端はラホーヤ海岸、南端はミッションビーチに接しており、西は太平洋、東は州間高速道路5号線で区切られている。

## 解説
住民の多くはサーファーや大学生などの若者だが、地価や賃貸料が値上がり傾向にあるため、従来よりも年齢が高く、専門職を持ち、裕福な人々が増えてきている。
地元住民はこの町を“ＰＢ”と呼ぶ。サンディエゴのなかでも、夜の娯楽がとりわけ充実した地域であり、バー、レストラン、衣料品店などが数多く立ち並んでいる。
この町は、アメリカの人気ミステリー小説作家、ドン・ウィンズロウの『夜明けのパトロール』シリーズのおもな舞台でもある。

## 海岸
パシフィックビーチの海岸線は、ラホーヤの崖からミッション湾まで続いている。海岸沿いに、全長およそ5キロメートルの遊歩道があり、北はロー・ストリートの端から始まって、南はミッションビーチまで続き、ミッション湾にぶつかって終わる。遊歩道沿いには、商店、バー、レストランが数多く並び、路上は歩行者をはじめ、自転車に乗った者やローラーブレードを履いた者、買い物客などでにぎわっている。また、遊歩道とつながったところにクリスタル・ピアという桟橋がある。

## 道路
パシフィックビーチの町内にある道路は、何度か改名を繰り返したあと、1900年に現在の名称に落ち着いた。
海岸沿いの南北にのびる大通りが、ミッション・ブルバードである。この町の南北方向の道路は、19世紀末のアメリカ合衆国司法省の役人から名前をとって、海岸に近いほうからABC順に命名されている。ミッション・ブルバードはかつてアリソン（Allison）・ストリートといい、これがAに相当する。続いて、ベイアード（Bayard）、カス（Cass）、ドーズ（Dawes）、エバーツ（Everts）、ファニュエル（Fanuel）、グレシャム（Gresham）、ヘインズ（Haines）、イングレアム（Ingraham）、ジュウェル（Jewell）、ケンドール（Kendall）、ラモント（Lamont）、モレル（Morrell）、ノイス（Noyes）、オルニー（Olney）、ペンデルトン（Pendleton）。
一方、東西方向の道路には、おもに宝石の名前が付けられている。ミッション・ブルバードの北端と交わる道路から、南へ順に、以下の通り。
- ターコイズ（トルコ石）
- サファイア
- トルマリン
- オパール
- ローリング
- ウィルバー
- ベラル（緑柱石）
- ロー
- カルセダニ（玉髄）
- ミズーリ
- ダイヤモンド
- エメラルド
- フェルスパー（長石。現代ではfelsparのつづりが一般的だが、この道路の名はfelsparという古いつづりを使っている）
- ガーネット（宝石名は第一音節にアクセントがあるが、この道路の名称は/ɡɑrˈnɛt/と第二音節にアクセントを置いて発音される）
- ホーンブレンド（角閃石。鉱物名の正しいつづりはHornblendeだが、この道路の名称はHornblendとつづる）
- グランド
- トーマス
- リード
- オリバー
- パシフィックビーチ・ドライブ

## 歴史

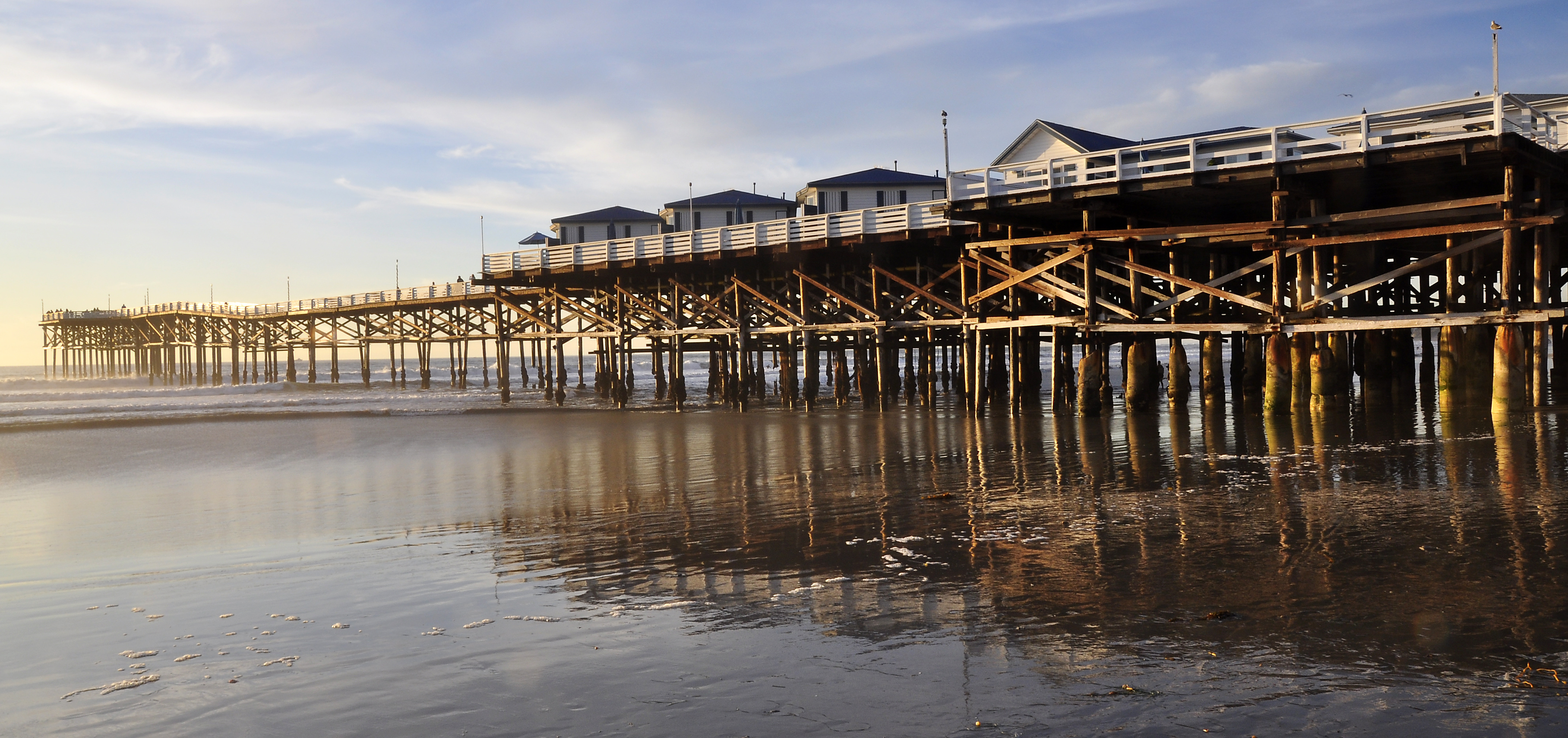
クリスタル・ピア

パシフィックビーチは、1886年から1888年にかけての好況期に、Ｄ・C・リード、A・G・ガッセン、チャールズ・W・ポーレイ、R・A・トーマス、O・S・ハッベルによって開拓された。うちハッベルが、「穀物畑を一掃し、テントを建て、区画の詳細を決め、土地の競売人を雇って、誘致を始めた」という。人集めをめざして、競馬場とサンディエゴ文科大学がつくられ（どちらも現存していない）、サンディエゴの中心街とパシフィックビーチとを結ぶ鉄道が敷設された（のちにラホーヤまで延長）。
パシフィックビーチは、1880年代に大陸横断鉄道が完成したことがきっかけで発展が始まった。1902年には、海に面した不動産が350〜700ドルで販売されていたが、1950年になると、町の人口は3万人に達し、平均的な家が12,000ドルになった。今日の売値は数百万ドルの域に入りかねない。
1960年代も、町の発展は続いた。サンディエゴ市がミッションベイ・パークに投資したことにともない、アイランディア・ホテル、バケーションビレッジ・ホテル、ヒルトンホテルなどが建造された影響も大きい。さらに1964年には、パシフィックビーチから数キロメートルほどのところにシーワールドが開園した。
現在、パシフィックビーチの住民は、大学生、独身の専門職者など、若い世代が目立つ。レストランや夜の盛り場が人気を集め、ガーネットアベニューを中心に、レストラン、バー、パブ、喫茶店など、飲食やショッピングの店が立ち並んでいる。

## 教育
パシフィックビーチの公立学校はサンディエゴ統一学区に含まれており、ミッションベイ高校、パシフィックビーチ中学のほか、いくつかの小学校などがある。また、サンディエゴ市内の大学はこの町にかなり集中しており、カリフォルニア大学サンディエゴ校、サンディエゴ大学、サンディエゴ州立大学、ポイント・ローマ・ナザレ大学などがある。

## 憩いの場

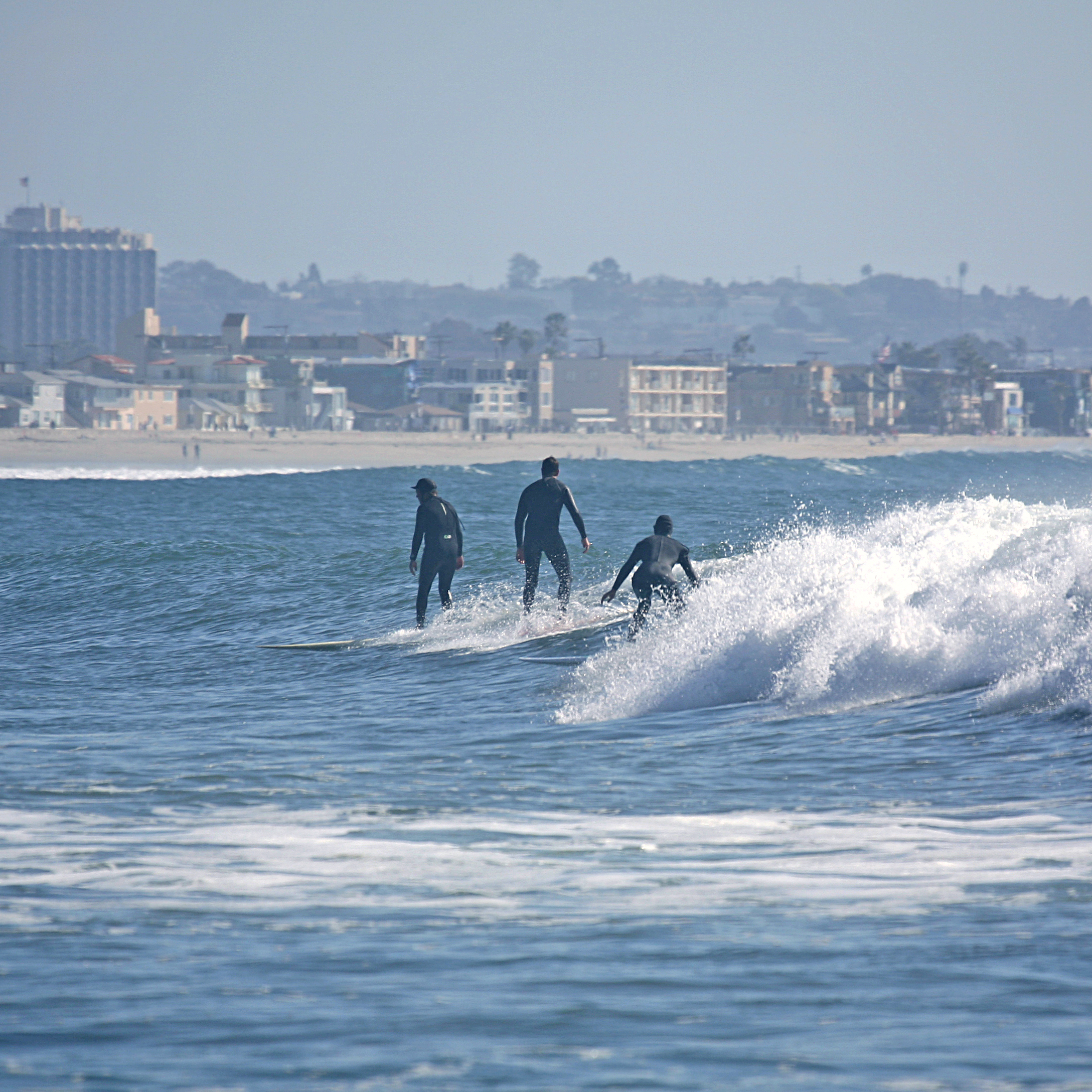
パシフィックビーチでのサーフィン

この町の西側に接する海は、サーフィンの人気スポットとなっている。また、南に広大なミッションベイ・パークがあるほか、北東部にケイトセッションズ・パーク、町の中ほどにはパシフィックビーチ・レクリエーションセンターがある。
町全体に平坦な土地や豊かな湿地帯が広がっており、ローズ・クリークという川が、パシフィックビーチを通ってミッション湾へ注ぎ込んでいる。

## メディア
サンディエゴの地元報道メディアとしては、日刊新聞『サンディエゴ・ユニオン・トリビューン』、週刊紙『ビーチ＆ベイ・プレス』などがある。

## ナイトライフ
パシフィックビーチは歓楽街の側面もある。ガーネット・アベニュー（とくに、イングレアム・ストリートとの交差点から、ミッション・ブルバードとの交差点までのあいだ）には、バーやナイトクラブが軒を連ねている。サンディエゴの中心街にくらべ、若い客層向けの店が多い。

## 地元出身の有名人
- フランク・ボムペンシエロ　ギャング
- アダム・グネイド　ミュージシャン、小説家
- スキップ・フライ　プロ・サーファー
- ダナ・フライ　元・市会議員、市長候補者
- ポーレイ・ショア　俳優、元・MTVテレビ番組司会
- トニー・グウィン・ジュニア　ロサンゼルス・ドジャーズの外野手